# Alburnus arborella
Alburnus arborella és una espècie de peix cipriniforme de la família dels ciprínids que es troba a Europa.